# بانی‌بید
بانی‌بید، روستایی از توابع بخش گهواره شهرستان دالاهو در استان کرمانشاه ایران است.

## جمعیت
این روستا در دهستان قلخانی قرار دارد و براساس سرشماری مرکز آمار ایران در سال ۱۳۸۵، جمعیت آن ۲۹۵ نفر (۶۵خانوار) بوده‌است.